# Garz
Garz es un municipio situado en el distrito de Pomerania Occidental-Rügen, en el estado federado de Mecklemburgo-Pomerania Occidental (Alemania), a una altitud de 15 metros. Su población a finales de 2016 era de 2000 habs. y su densidad poblacional, 34 hab/km². Se encuentra al sur de la isla de Rügen.
El poeta nacionalista alemán Ernst Moritz Arndt (1769-1860) nació en esta localidad.